# Geodena brunneomarginata
Geodena brunneomarginata is een vlinder uit de familie spanners (Geometridae). De wetenschappelijke naam van deze soort is voor het eerst geldig gepubliceerd in 2003 door Karisch.
De soort komt voor in tropisch Afrika.